# 사비나 바바예바
사비나 바바예바(Səbinə Babayeva; 1979년 12월 2일 ~ )는 아제르바이잔의 가수이다. 유로비전 송 콘테스트 2012에서 아제르바이잔 대표로 참가했다.